# 英屬處女群島分區

## 行政區域

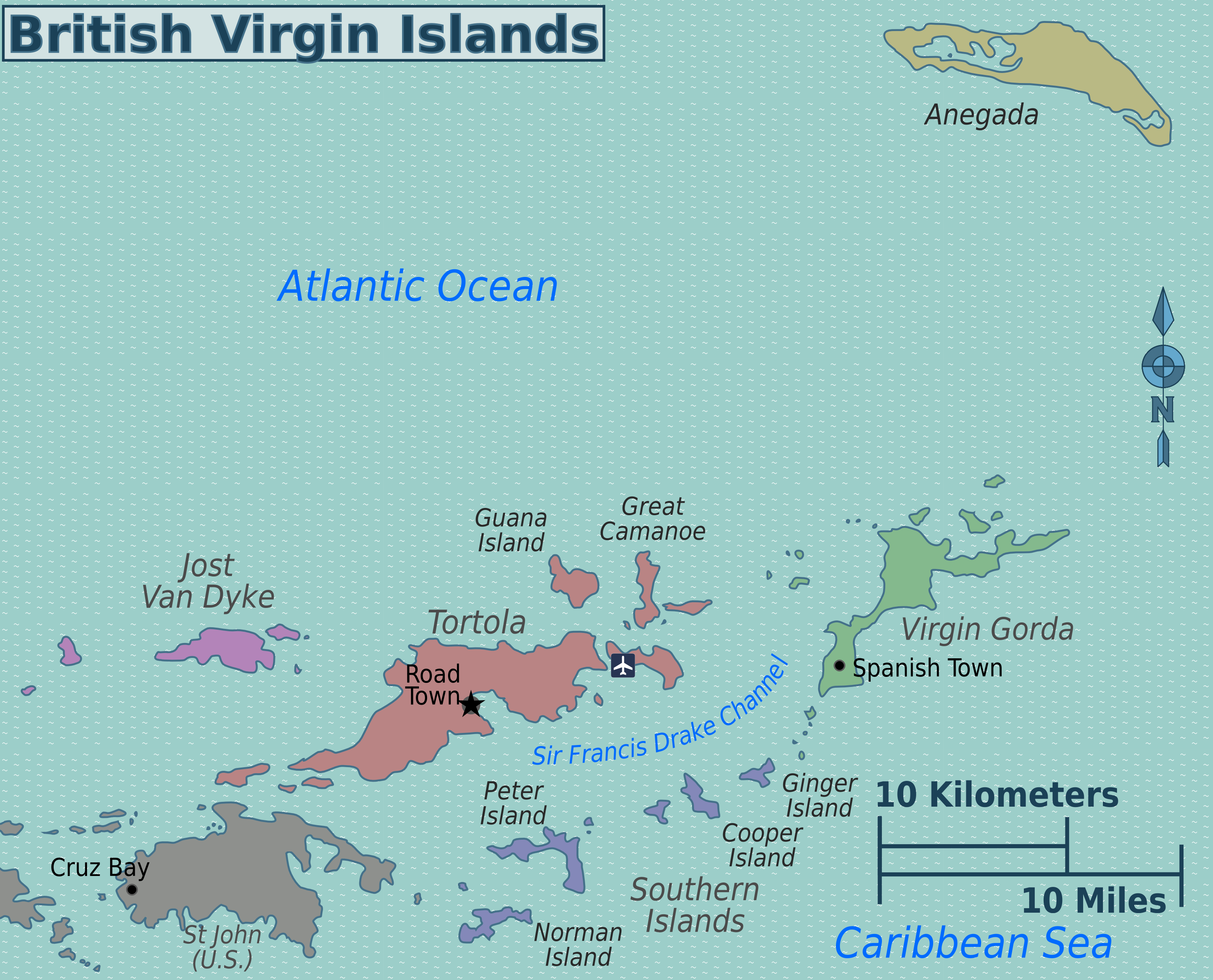

下列所示的5個行政區域，實際上與行政管治沒有很大的相關，而是與規劃有關。
| 分區            | 主要城鎮         | 大小 km2 | 人口 （於2006年估計） |
| --------------- | ---------------- | -------- | --------------------- |
| 阿內加達島      | 塞特尔门特       | 38.6     | 204                   |
| 約斯特·范代克島 | 贝尔维           | 8.3      | 176                   |
| 托土拉島        | 羅德城           | 59.2     | 16,630                |
| 维尔京戈尔达岛  | 西班牙镇         | 21.2     | 3063                  |
| 其他群島        | 大海港（彼得岛） | 23.7     | 181                   |
| 英屬處女群島    | 羅德城           | 151.0    | 20,253                |

上面所指的「其他群島」並非指四大島以外餘下之所有島嶼，而是僅指托土拉島以南的島嶼，即受法蘭西斯·德西克爵士海峽所分隔，又在處女戈達島之西南方島嶼。這包括諾曼島、彼得島、庫柏島和鹽島。這數個島嶼一向有習慣被共稱作「小姐妹群岛」。此外，薑島雖然不在上面範圍，但也計作「其他群島」之一；至於在這裡沒有交代的剩餘島嶼，則一概已歸併到四大島中計算。

## 戶籍登記區域
英屬處女群島共劃有6個戶籍登記區域：
| 戶籍登記區域 | 地區                |
| ------------ | ------------------- |
| 區域 A       | 處女戈達島          |
| 區域 B       | 阿內加達島          |
| 區域 C       | 東底 （托土拉島）   |
| 區域 D       | 羅德城 （托土拉島） |
| 區域 E       | 西底 （托土拉島）   |
| 區域 F       | 約斯特·范代克島     |

戶籍登記區域C、D和E皆托土拉島上的分區。

## 選舉區域
- 根據《1954年憲法及選舉條例》，立法局內議席主要由選舉產生，並因此衍生5大選區。各選區均產生一個議席，惟羅德城選區可產生兩個議席。

- 到1967年，選區增至7個，每區各產生一個議席。

- 在1977年，選區再改至9個，各選出一名議員，到有13個議席的立法局。

| 選區     | 地區                     |
| -------- | ------------------------ |
| 第一選區 |                          |
| 第二選區 |                          |
| 第三選區 |                          |
| 第四選區 | 羅德城與托土拉島周邊地區 |
| 第五選區 |                          |
| 第六選區 |                          |
| 第七選區 |                          |
| 第八選區 |                          |
| 第九選區 | 處女戈達島與阿內加達島   |

## 外部連結
- World Gazetteer網： 統計與分區 （页面存档备份，存于）
- Citypopulation網：統計與分區 （页面存档备份，存于）
- 有關戶口登記區 （页面存档备份，存于）
- 有關選區
- 選區歷史